# Coreografía

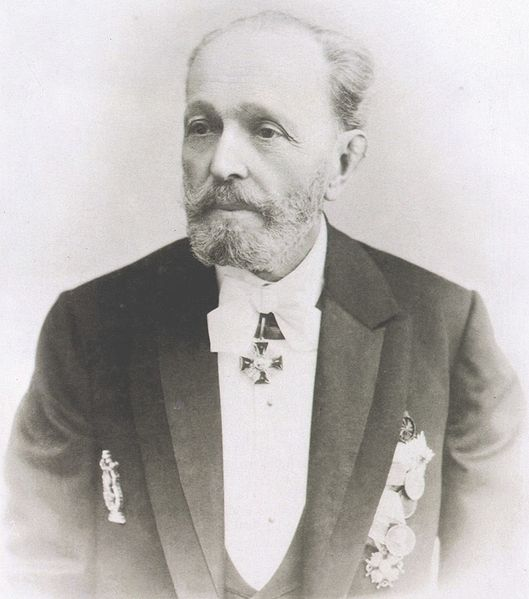
Marius Petipa, célebre coreógrafo de ballet clásico, 1898.

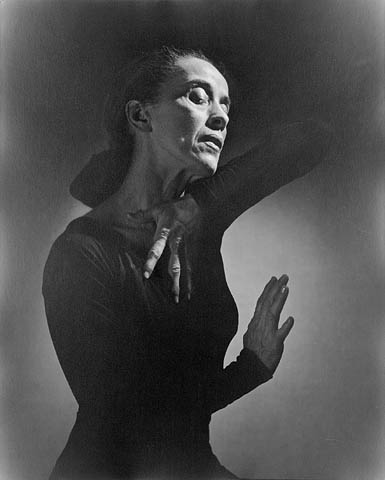
Martha Graham, destacada bailarina y coreógrafa de danza moderna, 1948.

La coreografía (del griego χορεία ‘danza circular’, ‘corea’, y γραφή, ‘escritura’) es el arte de ejecutar una serie de movimientos corporales sucesivos previamente organizados. 
Si bien se usa principalmente en relación con la danza, el término coreografía puede aplicarse en varios escenarios, entre ellos:
- Ballet clásico
- Combate
- Gimnasia
- Patinaje artístico sobre ruedas
- Patinaje artístico sobre hielo
- Volteo
- Banda de marcha
- Cinematografía

## Etimología e historia
La palabra coreografía significa literalmente "danza-escritura" de las palabras griegas "χορεία" (danza circular, véase corea) y "γραφή" (escritura). Apareció por primera vez en el diccionario de inglés americano en la década de 1950, y "coreógrafo" se utilizó por primera vez como crédito de George Balanchine en el espectáculo de Broadway On Your Toes en 1936. Antes de esto, los créditos de los escenarios y de las películas utilizaban frases como "conjuntos montados por", "bailes escenificados por", o simplemente "dances by" para denotar al coreógrafo.
En la Italia del Renacimiento, los maestros de danza creaban movimientos para bailes sociales que se enseñaban, mientras que los ballets escenificados se creaban de forma similar. En la Francia del siglo XVI, los bailes de la corte francesa se desarrollaron siguiendo un patrón artístico. En los siglos XVII y XVIII, el baile social se separó más de los espectáculos de danza teatral. Durante esta época la palabra coreografía se aplicó al registro escrito de las danzas, que más tarde se conoció como notación de danza, pasando el significado de coreografía a su uso actual como la composición de una secuencia de movimientos que conforman un espectáculo de danza.
El maestro de ballet o coreógrafo durante esta época se convirtió en el "organizador de la danza como arte teatral", siendo un maestro muy conocido de finales del siglo XVIII Jean-Georges Noverre, con otros que le siguieron y desarrollaron técnicas para tipos específicos de danza, como Gasparo Angiolini, Jean Dauberval, Charles Didelot y Salvatore Viganò. El ballet acabó desarrollando su propio vocabulario en el siglo XIX, y entre los coreógrafos del ballet romántico se encontraban Carlo Blasis, August Bournonville, Jules Perrot y Marius Petipa.

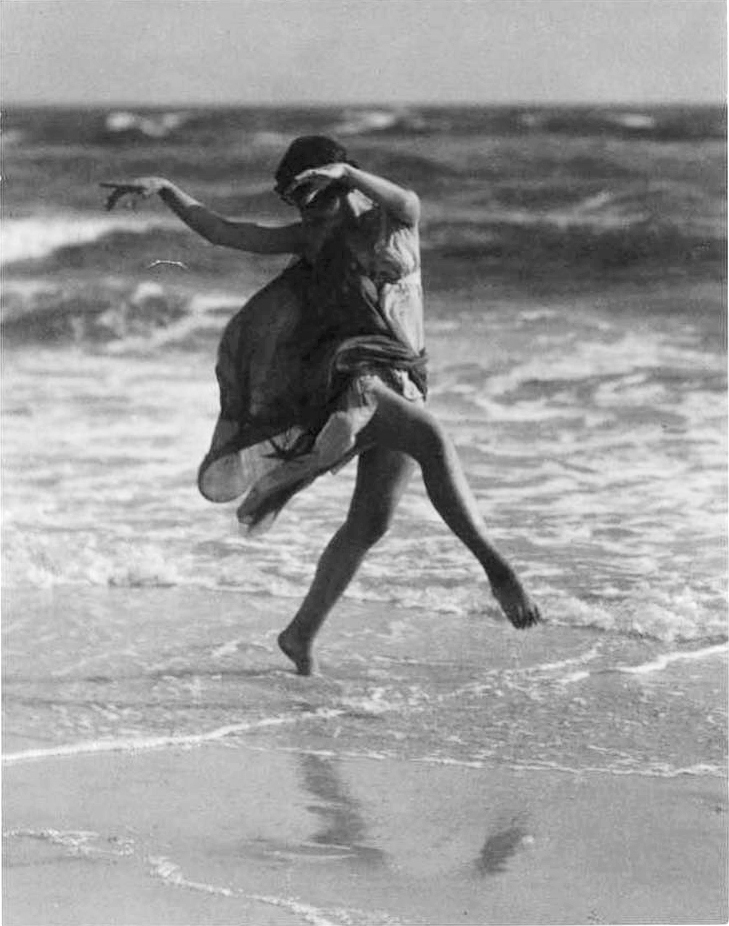
Isadora Duncan destacada coreógrafa de danza moderna en una playa.

La Danza moderna trajo un nuevo estilo coreográfico más naturalista, entre otros por el coreógrafo ruso Michel Fokine (1880-1942) e Isadora Duncan (1878-1927), y desde entonces los estilos han variado entre la representación realista y la abstracción. Merce Cunningham, George Balanchine y Sir Frederick Ashton fueron coreógrafos influyentes de la danza clásica o abstracta, pero Balanchine y Ashton, junto con Martha Graham, Leonide Massine, Jerome Robbins y otros también crearon obras de representación. Isadora Duncan amaba el movimiento natural y la improvisación. La obra de Alvin Ailey (1931-1989), bailarín, coreógrafo y activista afroamericano, abarcó muchos estilos de danza, como el ballet, la jazz, la danza moderna y el teatro.

## Tipos de coreografías

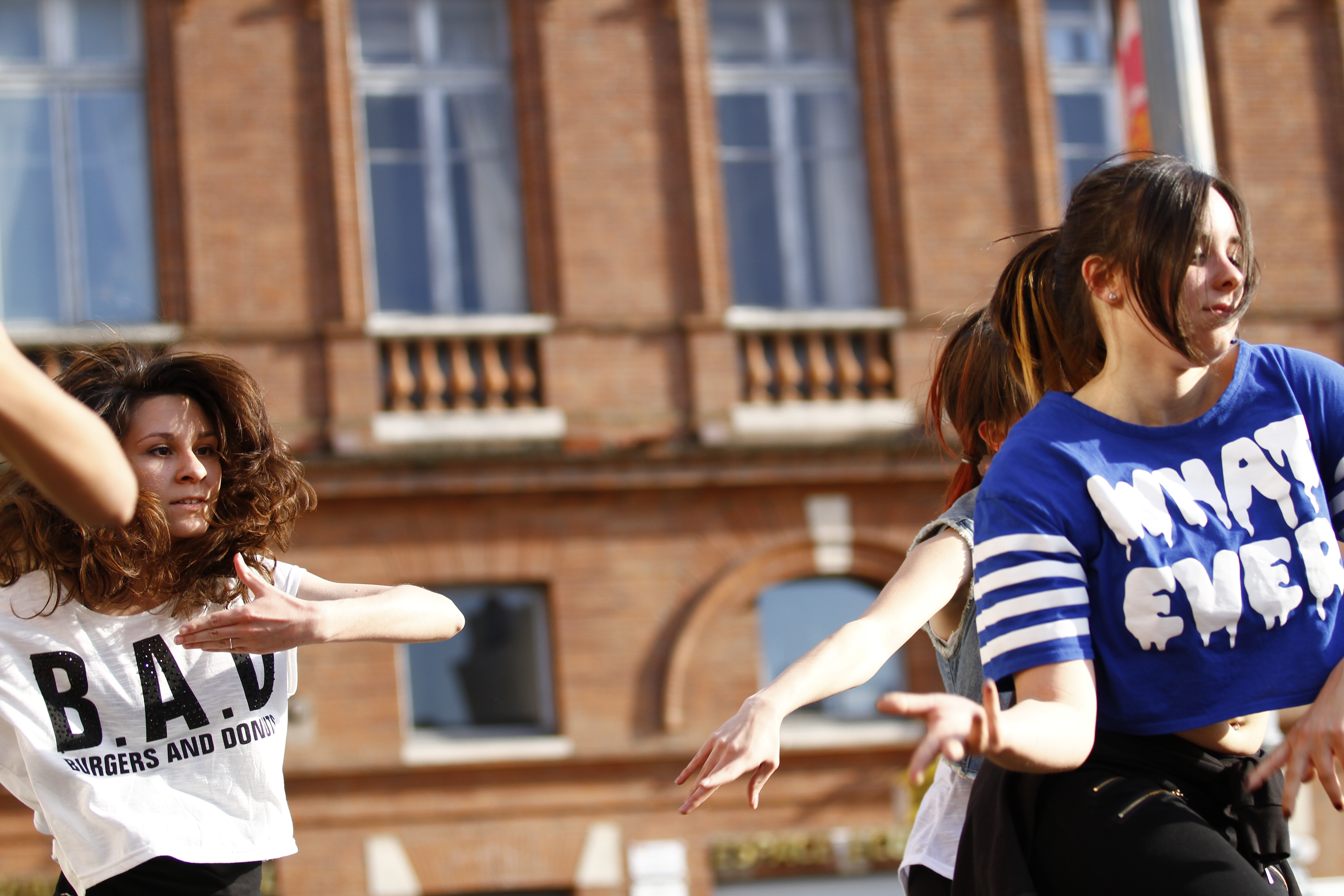
Bailarinas realizando una coreografía K-pop (pop coreano), el 18 de mayo de 2014, en un festival cultural en Toulouse, Francia.

Dependiendo del número de integrantes, el uso del espacio, la música o la referencia de creación, la coreografía puede clasificarse de diversas formas.

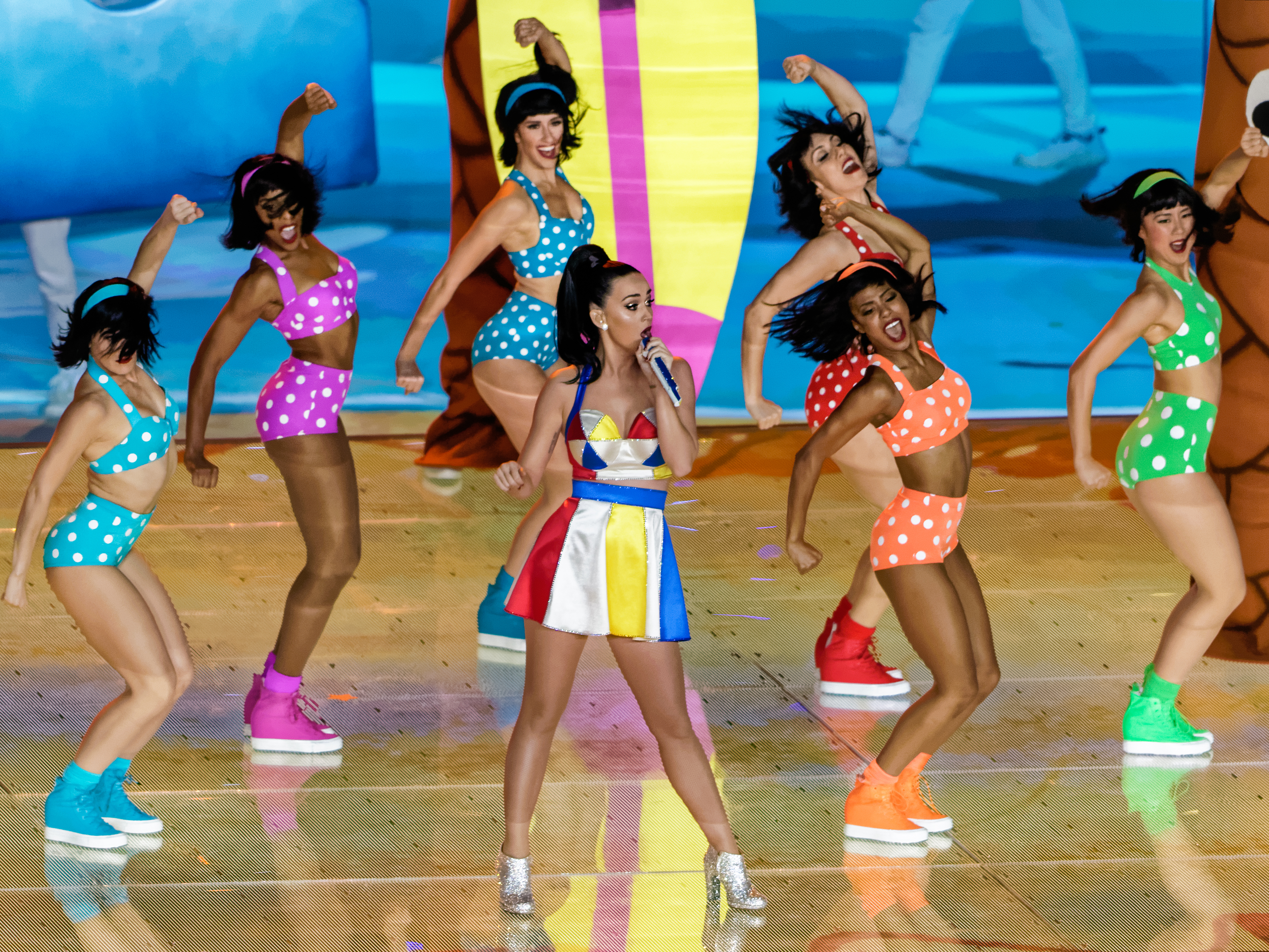
Katy Perry interpretando "California Gurls" en el espectáculo de medio tiempo de la Super Bowl XLIX, en Glendale, Arizona, Estados Unidos.

- Coreografía grupal: Esta es la danza más usada en todo el mundo. Estas se construyen por el coreógrafo quien corrige los movimientos que se actuarán, para ser una coreografía grupal tiene que haber de 2 personas en adelante, o una persona que haga bailar al público.
- Coreografía expresiva: Es aquella en la que recurren expresiones interjectivas y diversas manifestaciones de la danza.
- Coreografía distributiva: está marcada por una división. Mientras que las otras personas bailan, el principal hace actos pero vuelve a recurrir a ellos, se pueden dividir entre las personas. Por ejemplo: la principal danza igual que cinco o seis personas colocadas atrás, mientras que dos al lado del principal danzan igual pero diferente a los otros.
- Coreografía principal: es un solo baile realizado por solo una persona en concreto.
- Coreografía folklórica: Esta es la más usada entre los pueblos rurales en la que destacan los bailes o danzas culturales sembrada en un país. Esta la usan más los países para destacar la cultura entre las personas y dar conciencia al pueblo y entretenerlos.
- Coreografía histórica: es aquella en la que se reproduce un acontecimiento histórico o de gran importancia.
- Coreografía simétrica: Los pasos coreográficos que conforman la coreografía final se repite igualmente en la derecha como en la izquierda, ello conlleva a un equilibrio biomecánico / muscular.
- Coreografía asimétrica: Las unidades coreográficas de las cuales se compone la coreografía final, son distintas unas de otras, sin repetirse cada una de ellas derecha o izquierda. La lateralidad debe ser trabajada por igual pero con diferentes patrones motrices, la búsqueda del equilibrio muscular es más difícil. Esto implica un cuidado especial para que la clase sea muscular mente equilibrada.
- Coreografía del espacio parcial: La que ocupa solo una parte del escenario.
- Coreografía individual: es cuando un bailarín/actor/performer se marca un solo.

Para hacer una coreografía se puede plantear de esta manera: se necesita hacer una tipografía, consistente en plasmar los movimientos de los artistas en un papel; la planigrafia normalmente la hace el coreógrafo, ya que con este material puede dirigir a un grupo grande de personas en el escenario

## Competencias
El Certamen Coreográfico Internacional Hannover, Hannover, Alemania, es la competencia coreográficaq más antigua del mundo (comenzó c. 1982), organizado por la Ballett Gesellschaft Hannover e.V. Tuvo lugar en línea durante el COVID-19 en 2020 y 2021, volviendo al escenario del Theater am Aegi en 2022. Gregor Zöllig, coreógrafo jefe de danza del Staatstheater Braunschweig fue nombrado director artístico del concurso en 2020. Las principales condiciones de inscripción son que los participantes deben ser menores de 40 años, y tener formación profesional. La competencia se lleva a cabo en colaboración con la Fundación Tanja Liedtke desde su fallecimiento en 2008, y a partir de 2021 la fundación otorga un nuevo premio de producción, que complementa los otros cinco premios de producción. El nuevo premio es presentado por Marco Goecke, director de ballet del Staatstheater Hannover.
Hay una serie de otras competencias coreográficas internacionales, en su mayoría centradas en la danza moderna. Entre ellas se encuentran:
- Competencia Internacional de Ballet y Coreografía de Pekín, Pekín, China
- Plataforma de Danza Contemporánea, Chipre, Grecia
- Competencia Coreográfica Internacional de Copenhague, Copenhague, Dinamarca (CICC), creada en 2008, anual[12]
- Competencia de Ballet de Helsinki, Premio de Coreografía, Helsinki, Finlandia
- Certamen Coreográfico Internacional, Roma, Italia
- Competencia de Ballet de Moscú y Concurso para Coreógrafos, Moscú, Rusia
- Premio para coreógrafos "New Adventures", Londres, Reino Unido
- Premio de la Danza de Montreal, Montreal, Canadá
- Competencia Internacional de Ballet Valentina Kozlova, Bruselas, Bélgica
- Competencia Internacional de Ballet de Varna, Premio de Coreografía, Varna, Bulgaria

El Certamen Internacional de Danza en Línea (IODC) se introdujo en 2020 en respuesta a la pandemia de COVID-19, con un Gran Premio dotado de US$1000.

## Fases creativas del desarrollo de la coreografía
Aunque los procesos creativos de los coreógrafos, con muy diversos y personales, pasan por una serie de fases creativas denominadas: 
- preparación - antes de trabajar con los bailarines
- estudio - interacción con los bailarines y de los bailarines y los materiales de apoyo
- actuación - durante los espectáculos
- reflexión - después de una sesión de estudio o una actuación

Una danza evoluciona a través del siguiente proceso:
- Observación de una inspiración: durante esta etapa, el coreógrafo se fija en algo: un objeto, una idea o un acontecimiento que pone en marcha el proceso de creación de la danza. Distintos elementos o situaciones pueden servir de inspiración: partes del entorno u obras de arte, incluidas la poesía y la música.
- Respuesta sentida: el coreógrafo siente y tiene una respuesta o reacción emocional a la inspiración que le gustaría representar en una danza.
- Utilizar los recuerdos y la imaginación: casi simultáneamente, el coreógrafo tira de los recuerdos y la imaginación para ayudar a improvisar los movimientos que se utilizarán en la danza. Durante esta fase, puede haber experiencias de descubrimiento repentino durante las cuales los movimientos surgen de repente, o el coreógrafo puede dejar de lado la improvisación, permitiendo que se produzca la incubación antes de continuar con el proceso de descubrimiento del movimiento.
- Evaluación de los movimientos: el coreógrafo debe decidir si los movimientos se ajustan a la intención de la danza y dónde y cómo contribuyen al desarrollo de la obra.
- Mejorar la danza mediante el diseño visual: el coreógrafo puede mejorar la danza mediante la elección de elementos visuales como el vestuario, la iluminación, el atrezzo (objeto separado del vestuario, pero que forma parte de las acciones o del diseño espacial de la danza) y la tecnología, aunque ésta sea a veces parte integrante del proceso creativo.

Dado que la composición coreográfica es un proceso iterativo e interactivo, no es de extrañar que los límites entre estas fases no estén siempre claros. Los coreógrafos pueden, por ejemplo, hacer varios bucles de preparación-estudio-reflexión antes del estreno, o pueden trabajar en diferentes fases en paralelo para diferentes partes o aspectos de la obra.
Muchos coreógrafos representan sus objetos coreográficos con dibujos, textos, diagramas y vídeos. Algunos también utilizan también algún tipo de notación formal. Los dibujos, textos y diagramas se crean principalmente durante la fase de preparación, se modifican ampliamente durante o después de los ensayos y, ocasionalmente, cuando se produce una idea fuera del contexto del proyecto. Rara vez se hace referencia a ellos durante la de la obra o cuando se reflexiona sobre ella.

## Relación con la música
El coreógrafo elige una música de acompañamiento que se ajuste a sus ideas o se inspira en una obra musical concreta. Esta última puede encontrarse, entre otras, con John Neumeier (Mahler's Tercera Sinfonía y Bach's Pasión de San Mateo) y Uwe Scholz (Haydn's Creación).
Una tercera posibilidad es la colaboración con un compositor que escriba música nueva especialmente para una pieza de danza concreta. Esto también se encuentra en el ballet de Neumeier (Odisea, con el compositor griego George Couroupos), así como en el de Bernd Schindowski. (La epopeya de Gilgamesh - con Stefan Heucke), Frederick Ashton (Undine - con Hans Werner Henze), Serguéi Diáguilev (ballet El pájaro de fuego - con Ígor Stravinski) y Michel Fokine.
Al mismo tiempo, la disociación de la música en forma de baile al ritmo de collages de ruido o textos hablados siempre ha desempeñado un papel, ya en la danza expresiva, luego también en la danza contemporánea. Debido a su fuerte significado emocional, el silencio completo también se utiliza repetidamente en las coreografías como medio de evocar el asombro, promoviendo tanto la tensión como la como la relajación, y por lo tanto como contrapartida a la música.